# Batalla de Benevent (214 aC)
La batalla de Benevent tingué lloc el 214 aC durant la Segona Guerra Púnica entre Cartago i la República Romana. Les tropes de Tiberi Semproni Grac derrotaren Hannó, evitant així que Hanníbal rebés els reforços que esperava per assaltar la ciutat de Nola.

## Preludi
Hanníbal estava preparant el seu tercer intent de capturar la ciutat de Nola, on havia estat rebutjat els dos anys anteriors. Amb aquest objectiu, ordenà Hannó, fill de Bomilcar, que avancés des de la regió del Brútium per reunir-se amb ell amb 1.200 genets númides i uns 17.000 aliats brucis.
Per la seva part, Tiberi Semproni Grac es trobava a la ciutat de Benevent amb un exèrcit similar, format majoritàriament per esclaus voluntaris o volones que lluitaven per comprar la seva llibertat.

## Batalla
En saber que Hannó havia acampat a unes tres milles de distància, en el riu Calor, Semproni Grac va avançar amb les seves tropes fins a situar-se a només una milla de distància i va prometre la llibertar tot aquell que li portés el cap d'un enemic. L'endemà les tropes romanes es llançaren a l'atac, però aviat començaren a deixar de lluitar per dedicar-se a tallar el cap dels enemics ferits i Semproni Grac hagué de rectificar, declarant que cap soldat obtindria la llibertat si no es guanyava la batalla.
Ara si, els soldats recuperaren l'empenta i trencaren les línies cartagineses, que fugiren desordenadament cap al seu campament. Els romans els perseguiren i es produí una gran matança de la que només escaparen uns 2.000 genets i el mateix Hannó.

## Fets posteriors
Tiberi Semproni Grac va complir la seva promesa i els seus homes obtingueren la llibertat per la que lluitaven. Hanníbal es retirà de la regió de la Campània i els romans aprofitaren per derrotar els seus aliats en la regió.